# دیوید سالتزبرگ
 دیوید سالتزبرگ (انگلیسی: David Saltzberg) یک فیزیک‌دان اهل ایالات متحده آمریکا است.
وی از مشاوران علمی سریال بیگ بنگ تئوری و شلدون جوان است.